# Vela ai II Giochi olimpici giovanili estivi
Le gare di vela ai II Giochi olimpici giovanili estivi sono state disputate al Lago Jinniu di Nanchino dal 18 al 24 agosto.

## Podi

### Maschili
| Evento                | Oro                        | Argento       | Bronzo           |
| Byte CII              | Cheok Khoon Bernie Chin    | Rodolfo Pires | Jonatan Vadnai   |
| Windsurf (Techno 293) | Francisco Saubidet Birkner | Maxim Tokarev | Lars Van Someren |

### Femminili
| Evento                | Oro          | Argento           | Bronzo         |
| Byte CII              | Samantha Yom | Odile Van Aanholt | Jarian Brandes |
| Windsurf (Techno 293) | Wu Linli     | Mariam Sekhposyan | Lucie Pianazza |